# كيني فان دير فيغ
كيني فان دير فيغ (بالهولندية: Kenny van der Weg)‏ (19 فبراير 1991 بروتردام في هولندا - ) هو لاعب كرة قدم هولندي في مركز الدفاع. لعب مع نادي روس كاونتي وناك بريدا.

## وصلات خارجية
- كيني فان دير فيغ على موقع قاعدة بيانات كرة القدم.إي يو (الإنجليزية)
- كيني فان دير فيغ على موقع Soccerbase.com (لاعب) (الإنجليزية)
- كيني فان دير فيغ على موقع Soccerway.com (الإنجليزية)